# Palmas (Aveyron)
Pour les articles homonymes, voir Palmas.
Palmas est une ancienne commune française située dans le département de l'Aveyron, en région Occitanie, devenue, le 1er janvier 2016, une commune déléguée de la commune nouvelle de Palmas-d'Aveyron.

## Politique et administration
| Période                                  | Période  | Identité   | Étiquette | Qualité              |
| ---------------------------------------- | -------- | ---------- | --------- | -------------------- |
| janvier 2016                             | En cours | Paul Redon | DVG       | Agriculteur retraité |
| Les données manquantes sont à compléter. |          |            |           |                      |

| Période                                  | Période       | Identité   | Étiquette | Qualité              |
| ---------------------------------------- | ------------- | ---------- | --------- | -------------------- |
| avant 1988                               | décembre 2015 | Paul Redon | DVG       | Agriculteur retraité |
| Les données manquantes sont à compléter. |               |            |           |                      |

## Démographie
L'évolution du nombre d'habitants est connue à travers les recensements de la population effectués dans la commune depuis 1793. À partir du 1er janvier 2009, les populations légales des communes sont publiées annuellement dans le cadre d'un recensement qui repose désormais sur une collecte d'information annuelle, concernant successivement tous les territoires communaux au cours d'une période de cinq ans. 
Pour les communes de moins de 10 000 habitants, une enquête de recensement portant sur toute la population est réalisée tous les cinq ans, les populations légales des années intermédiaires étant quant à elles estimées par interpolation ou extrapolation. Pour la commune, le premier recensement exhaustif entrant dans le cadre du nouveau dispositif a été réalisé en 2007,.
En 2013, la commune comptait 340 habitants, en évolution de +18,47 % par rapport à 2008 (Aveyron : +0,58 %, France hors Mayotte : +2,49 %).
| 1793 | 1800 | 1831 | 1836 | 1841 | 1846 | 1851 | 1856 | 1861 |
| ---- | ---- | ---- | ---- | ---- | ---- | ---- | ---- | ---- |
| 616  | 664  | 726  | 766  | 700  | 609  | 625  | 574  | 531  |

| 1866 | 1872 | 1876 | 1881 | 1886 | 1891 | 1896 | 1901 | 1906 |
| ---- | ---- | ---- | ---- | ---- | ---- | ---- | ---- | ---- |
| 523  | 507  | 515  | 525  | 509  | 461  | 417  | 424  | 395  |

| 1911 | 1921 | 1926 | 1931 | 1936 | 1946 | 1954 | 1962 | 1968 |
| ---- | ---- | ---- | ---- | ---- | ---- | ---- | ---- | ---- |
| 415  | 345  | 344  | 348  | 312  | 286  | 279  | 221  | 214  |

| 1975 | 1982 | 1990 | 1999 | 2007 | 2012 | 2013 | - | - |
| ---- | ---- | ---- | ---- | ---- | ---- | ---- | - | - |
| 222  | 216  | 214  | 223  | 286  | 338  | 340  | - | - |

## Lieux et monuments

### Dolmen de Luc
Inscrit MH (1994)

### Église Saint-Vincent

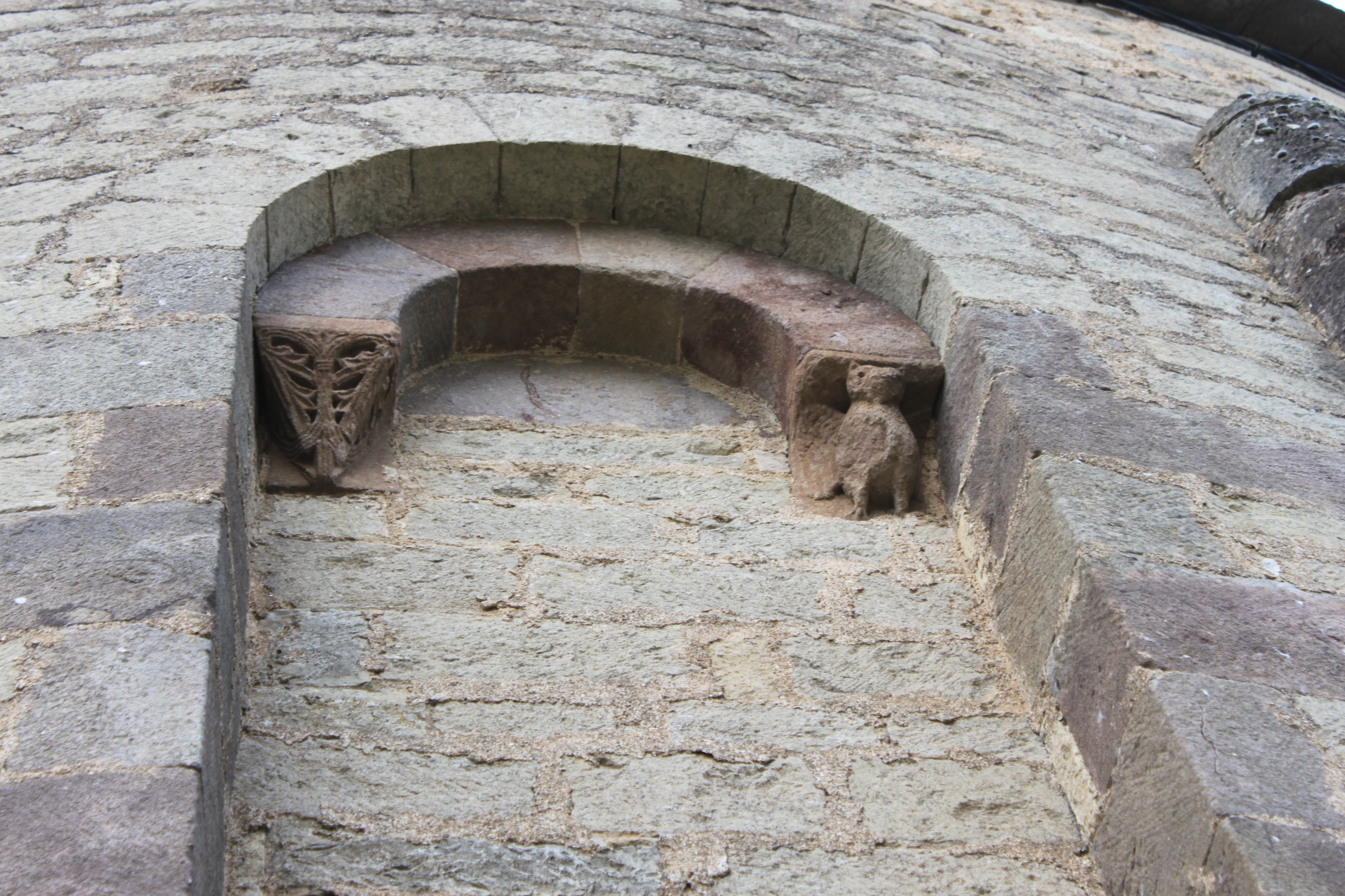

Inscrit MH (1927)
Cette église date du XVe siècle.

### Château des évêques
Vestiges de l'ancien château des évêques des XIIIe, XIVe et XVe siècles.

### Château de Soulages
Le château de Soulages date du XVIe siècle.

### Divers
- Ruelles, maisons anciennes aux toits de lauzes, pignons.
- Anciens moulins sur l'Aveyron.
- Pont du XVIe siècle, aux armoiries de François d'Estaing, évêque de Rodez.